# Стольненська сільська рада
Сто́льненська сільська́ ра́да — адміністративно-територіальна одиниця та орган місцевого самоврядування в Менському районі Чернігівської області. Адміністративний центр — село Стольне.

## Загальні відомості
Стольненська сільська рада утворена у 1917 році.
- Територія ради: 73,81 км²
- Населення ради: 2 144 особи (станом на 2001 рік)

## Населені пункти
Сільській раді підпорядковані населені пункти:
- с. Стольне
- с. Дмитрівка
- с. Лазарівка
- с. Чорногорці

## Склад ради
Рада складається з 16 депутатів та голови.
- Голова ради: Андрейченко Сергій Васильович
- Секретар ради: Кравченко Надія Володимирівна

### Керівний склад попередніх скликань
| Прізвище, ім'я, по батькові   | Основні відомості                                                               | Дата обрання | Дата звільнення |
| ----------------------------- | ------------------------------------------------------------------------------- | ------------ | --------------- |
| Андрейченко Сергій Васильович | Сільський голова, 1964 року народження, освіта середня спеціальна, безпартійний | 26.03.2006   | 31.10.2010      |
| Андрейченко Сергій Васильович | Сільський голова, 1964 року народження, освіта середня спеціальна, безпартійний | 31.10.2010   |                 |

Примітка: таблиця складена за даними сайту Верховної Ради України

### Депутати
За результатами місцевих виборів 2010 року депутатами ради стали:

#### За суб'єктами висування
| Суб'єкт висування                 | Кількість обраних депутатів | %    |
| --------------------------------- | --------------------------- | ---- |
| Партія регіонів                   | 6                           | 37,5 |
| Самовисування                     | 6                           | 37,5 |
| Політична партія «Сильна Україна» | 2                           | 12,5 |
| Соціалістична партія України      | 2                           | 12,5 |

#### За округами
| № округу                          | Прізвище, ім'я, по батькові      | Дата визнання обраним | Освіта  | Партійна приналежність                  | Відомості про обраного депутата                                         |
| --------------------------------- | -------------------------------- | --------------------- | ------- | --------------------------------------- | ----------------------------------------------------------------------- |
| Партія регіонів                   |                                  |                       |         |                                         |                                                                         |
| 1                                 | Рудіч Валерій Анатолійович       | 01.11.2010            | вища    | позапартійний                           | тимчасово не працює                                                     |
| 6                                 | Кравченко Надія Володимирівна    | 01.11.2010            | вища    | позапартійна                            | Стольненська сільська рада, секретар                                    |
| 7                                 | Товстоног Катерина Миколаївна    | 01.11.2010            | вища    | позапартійна                            | тимчасово не працює                                                     |
| 8                                 | Городиська Антоніна Анатоліївна  | 01.11.2010            | вища    | позапартійна                            | ТОВ «Праця Стольне», бухгалтер-касир                                    |
| 10                                | Калюжна Леся Андріївна           | 01.11.2010            | вища    | позапартійна                            | ТОВ «Праця Стольне», агроном                                            |
| 11                                | Адерей Сергій Олександрович      | 01.11.2010            | вища    | позапартійний                           | Менське РВ УМВС, дільничний інспектор                                   |
| Політична партія «Сильна Україна» |                                  |                       |         |                                         |                                                                         |
| 12                                | Бут Алла Анатоліївна             | 01.11.2010            | вища    | член Політичної партії «Сильна Україна» | Стольненська загальноосвітня школа І-ІІІ ст., психолог                  |
| 15                                | Вялько Уляна Федорівна           | 01.11.2010            | вища    | член Політичної партії «Сильна Україна» | тимчасово не працює                                                     |
| Соціалістична партія України      |                                  |                       |         |                                         |                                                                         |
| 2                                 | Бурковська Наталія Володимирівна | 01.11.2010            | вища    | член Соціалістичної партії України      | тимчасово не працює                                                     |
| 5                                 | Семироз Оксана Анатоліївна       | 01.11.2010            | вища    | член Соціалістичної партії України      | Стольненський будинок культури, методист                                |
| Самовисування                     |                                  |                       |         |                                         |                                                                         |
| 3                                 | Шестак Світлана Петрівна         | 01.11.2010            | вища    | позапартійна                            | Стольненське стаціонарне відділення, завідувачка                        |
| 4                                 | Товстоног Анатолій Павлович      | 01.11.2010            | вища    | член Партії регіонів                    | пенсіонер                                                               |
| 9                                 | Сорока Анатолій Михайлович       | 01.11.2010            | вища    | позапартійний                           | Свято-Андріївська церква, священик                                      |
| 13                                | Савченко Іван Іванович           | 01.11.2010            | вища    | позапартійний                           | Стольненська сільська рада, завідувач військово-облікового бюро         |
| 14                                | Сподаренко Парасковія Степанівна | 01.11.2010            | середня | позапартійна                            | Стольненська сільська амбулаторія, медсестра                            |
| 16                                | Пасічна Валентина Іванівна       | 01.11.2010            | середня | позапартійна                            | Управління праці та соціального захисту населення, соціальний працівник |